# 皮普馬康水庫
49°39′42″N 70°16′18″W / 49.66167°N 70.27167°W

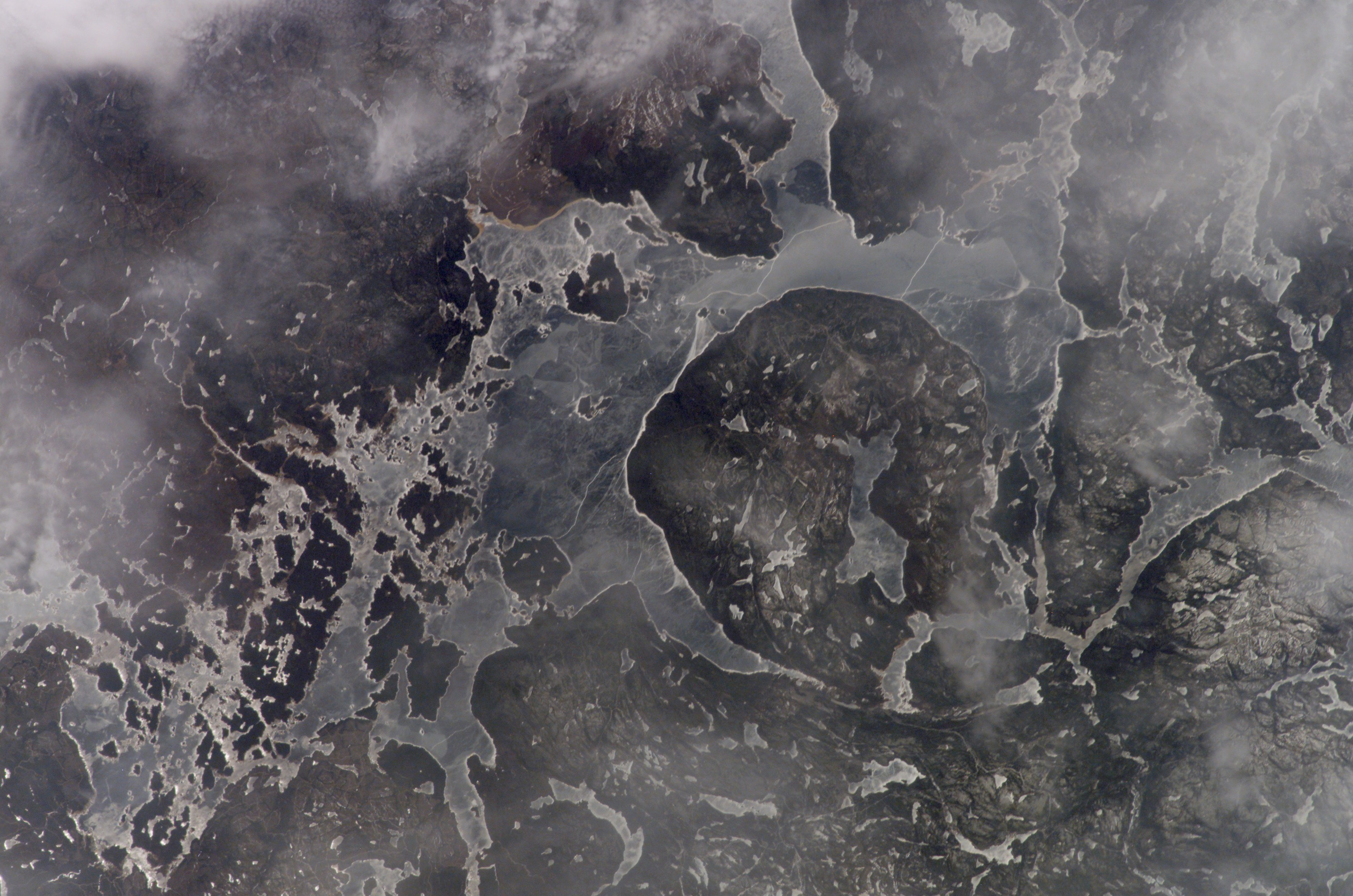

皮普馬康水庫是加拿大的人工湖，由魁北克省負責管轄，長150公里、寬19公里，面積802平方公里，島嶼面積176平方公里，海拔高度396米，蓄水量13.9立方公里。